# Thornton (Illinois)
Pour les articles homonymes, voir Thornton.
Thornton est un village situé dans le comté de Cook en proche banlieue de Chicago dans l'État de l'Illinois aux États-Unis.

## Personnalités liées à la localité
La poétesse et suffragiste Bettiola Héloïse Fortson est enterrée dans le cimetière de ce village.